# ポー大学
ポー・エ・デュ・ペイ・ド・ラドゥール大学（フランス語: L'Université de Pau et des Pays de l'Adour, 略称UPPA）は、フランス・アキテーヌ地域圏ピレネー＝アトランティック県ポーに本部を置く公立大学。通称ポー大学。1972年にポーに設立されたが、アドゥール川沿いのバイヨンヌ、タルブ、モン＝ド＝マルサンにもキャンパスが置かれている。

## 歴史

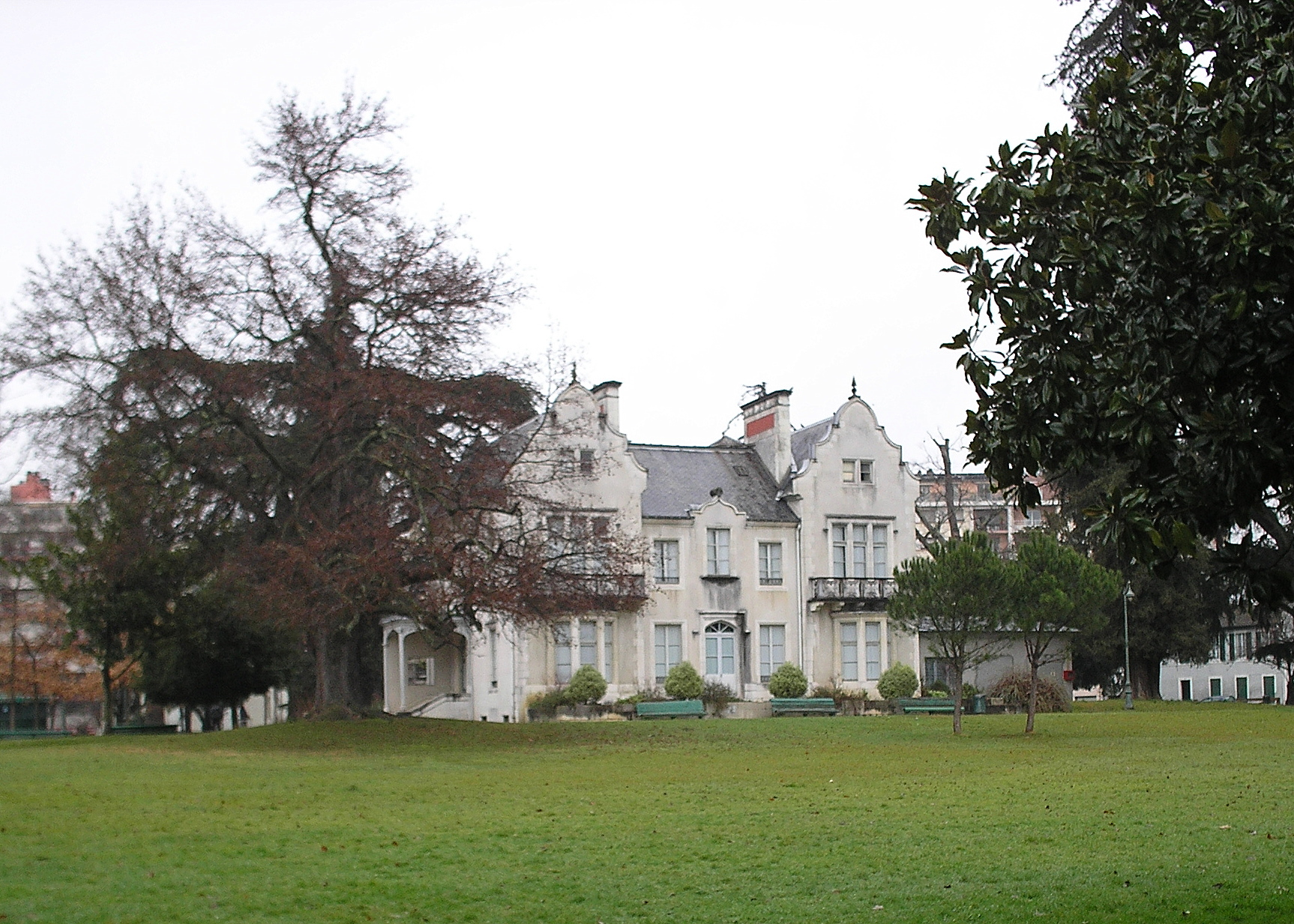
Villa Lawrence

1947年、Robert PoplawskiとDean Viziozによってポー中心部に法律学校（法学部の前身）が設立された。1972年にはポー・エ・デュ・ペイ・ド・ラドゥール大学が正式な大学として認可された。学生数は約12,000人であり、フランス南西部ではボルドー大学とフェデラル・トゥールーズ・ミディ＝ピレネー大学に次いで3番目の規模を持つ。

## キャンパス

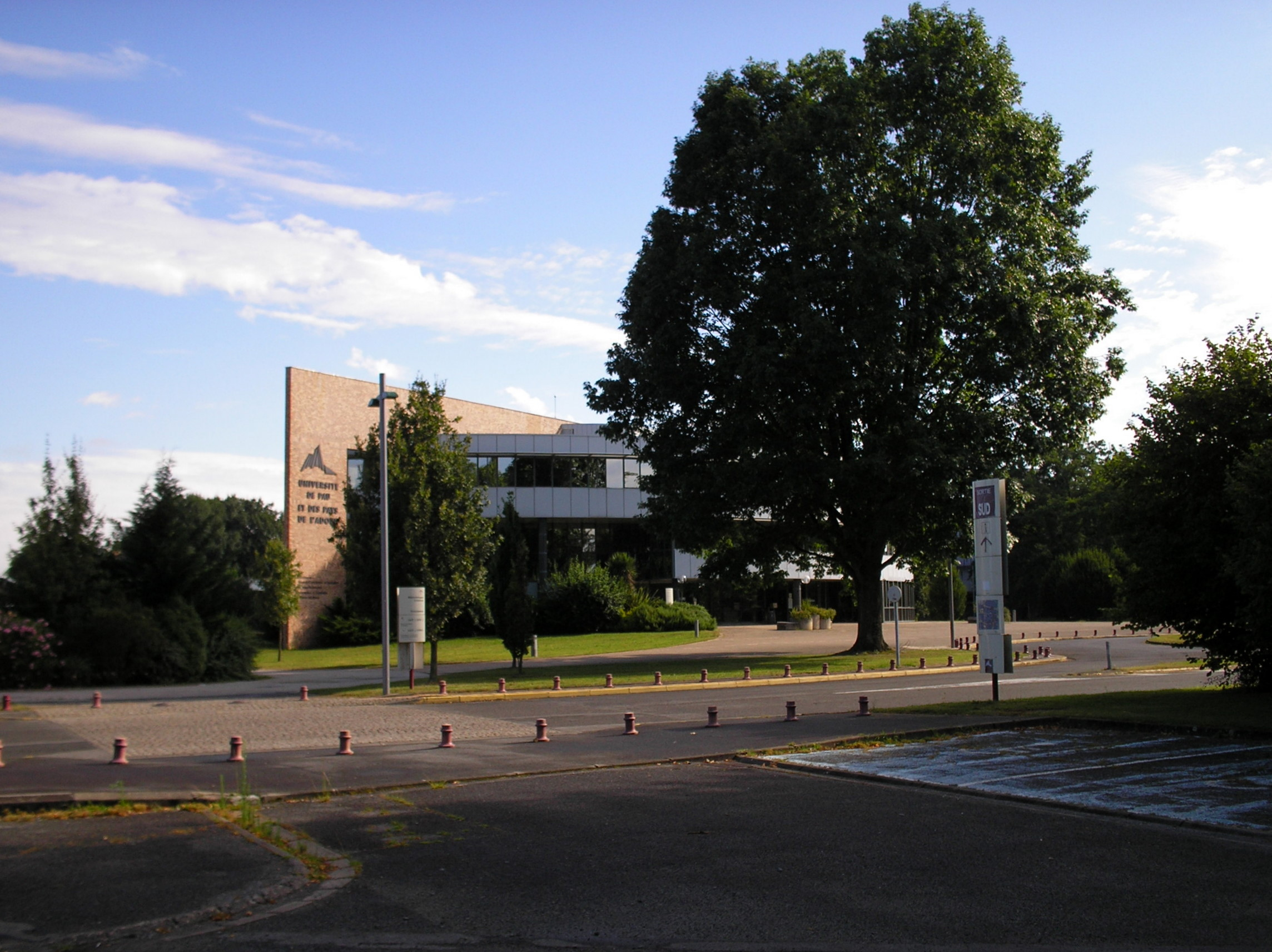
ポー・キャンパスの管理棟

ポー・キャンパス
ピレネー＝アトランティック県の県都ポーにあるポー・キャンパスはポー大学最大のキャンパスであり、約9,000人の学生を有する。半円形の建物の管理棟に学長室が設置されている。このキャンパスはポー市街地の北部に位置し、市中心部から約20分の距離である。
ポー・キャンパスには人文科学科、法学科、理学科の3つの学科、工学研究所、国立高等産業工学学校(ENSGTI)、経営管理学校がある。科学に特化した大学図書館、法学・人文科学に特化した大学図書館の2つの図書館がある。
バイヨンヌ・キャンパス
大西洋のビスケー湾に近いバイヨンヌにはバイヨンヌ・キャンパスがある。このキャンパスは2か所に分かれており、2,500人の学生を持つ理学科、学際プログラム、工業技術短期大学(IUT)がある。
タルブ・キャンパス
ラングドック＝ルシヨン＝ミディ＝ピレネー地域圏のタルブにはタルブ・キャンパスがある。このキャンパスには人文科学科、700人の学生を持つ理学科、スポーツ学科などがある。
モン＝ド＝マルサン・キャンパス
ランド県のモン＝ド＝マルサンにあるモン＝ド＝マルサン・キャンパスには、約300人の学生を持つ法学科とIUTがある。

## 歴代学長
- 1970-1973 : Maurice Descottes
- 1973-1976 : Jean Deschamps
- 1976-1982 : Daniel Levier
- 1982-1988: Franck Métras
- 1988-1993 : Jean-Louis Gout
- 1993-1998 : Claude Laugénie
- 1998-2004 : Jean-Louis Gout
- 2004-2008 : Jean-Michel Uhaldeborde
- 2008-2012 : Jean-Louis Gout
- 2012- : Mohamed Amara[4]

出典 : 公式サイト

## 卒業生
- マルティーヌ・リニェール＝カスー（英語版） : 政治家。ポー市長。
- ジャン＝ピエール・ブシャール（フランス語版） : 心理学者・俳優・イラストレーター。
- アラン・ヴィダリス（英語版） : 社会党の政治家。第2次エロー内閣(2012-2014)で首相付議会(国会)関係担当大臣。